# Country-Musik 1972
Die Liste bietet eine Übersicht über das Jahr 1972 im Genre Country-Musik.

## Top Hits des Jahres

### Nummer-1-Hits
- 08. Januar – Would You Take Another Chance on Me – Jerry Lee Lewis
- 15. Januar – Carolyn – Merle Haggard and the Strangers
- 05. Februar – One’s on the Way – Loretta Lynn
- 19. Februar – Four in the Morning – Faron Young
- 04. März – Bedtime Story – Tammy Wynette
- 11. März – My Hang Up Is You – Freddie Hart
- 22. April – Chantilly Lace / Think About it Darlin’ – Jerry Lee Lewis
- 13. Mai – Grandma Harp – Merle Haggard and the Strangers
- 27. Mai – (Lost Her Love) On Our Last Date – Conway Twitty
- 03. Juni – The Happiest Girl in the Whole U.S.A. – Donna Fargo
- 24. Juni – That’s Why I Love You Like I Do – Sonny James
- 01. Juli – Eleven Roses – Hank Williams Jr.
- 15. Juli – Made in Japan – Buck Owens and the Buckaroos
- 22. Juli – It’s Gonna Take a Little Bit Longer – Charley Pride
- 12. August – Bless Your Heart – Freddie Hart
- 26. August – If You Leave Me Tonight I’ll Cry – Jerry Wallace
- 02. September – Woman (Sensuous Woman) – Don Gibson
- 16. September – When the Snow is on the Roses – Sonny James
- 23. September – I Can’t Stop Loving You – Conway Twitty
- 30. September – I Ain’t Never – Mel Tillis
- 14. Oktober – Funny Face – Donna Fargo
- 04. November – It’s Not Love (But It’s Not Bad) – Merle Haggard and the Strangers
- 11. November – My Man (Understands) – Tammy Wynette
- 18. November – She’s Too Good to be True – Charley Pride
- 09. Dezember – Got the All Overs for You (All Over Me) – Freddie Hart
- 30. Dezember – She’s Got to be a Saint – Ray Price

### Weitere Hits
- Ain’t Nothin’ Shakin’ But the Leaves on the Trees – Billy "Crash" Craddock
- Ain't That a Shame – Hank Williams Jr. with the Mike Curb Congregation
- All His Children – Charley Pride
- All the Lonely Women in the World – Bill Anderson
- Ann (Don’t Go Runnin’) – Tommy Overstreet
- Baby Don’t Get Hooked on Me – Mac Davis
- The Best Part of Livin’ – Marty Robbins
- Borrowed Angel – Mel Street
- The Ceremony – George Jones und Tammy Wynette
- Class of ’57 – Statler Brothers
- Cotton Jenny – Anne Murray
- Cry – Lynn Anderson
- Delta Dawn – Tanya Tucker
- Do You Remember These – Statler Brothers
- Fool Me – Lynn Anderson
- Good Hearted Woman – Waylon Jennings
- Heaven is My Woman’s Love – Tommy Overstreet
- Here I Am Again – Loretta Lynn
- I Can’t See Me Without You – Conway Twitty
- I’m a Truck – Red Simpson
- I’m Gonna Knock at Your Door – Billy "Crash" Craddock
- I’ve Found Someone of My Own – Cal Smith
- I’ve Got to Have You – Sammi Smith
- If It Ain’t Love Let’s Leave it Alone – Connie Smith
- If You Touch Me (You’ve Got to Feel Me) – Joe Stampley
- Just for What I Am – Connie Smith
- The Lawrence Welk-Hee Haw Counter-Revolution Polka – Roy Clark
- Listen to a Country Song – Lynn Anderson
- Lonely Women Make Good Lovers – Bob Luman
- Lonesomest Lonesome – Ray Price
- Lovin’ You Could Never Be Better – George Jones
- Manhattan, Kansas – Glen Campbell
- Me and Jesus – Tom T. Hall (featuring the Mt. Pisgah United Methodist Church Choir)
- Missing You – Jim Reeves
- Oney – Johnny Cash
- Only Love (Can Break a Heart) – Sonny James
- A Picture of Me (Without You) – George Jones
- Pretend I Never Happened – Waylon Jennings
- Reach Out Your Hand – Tammy Wynette
- Red Red Wine – Roy Drusky
- Rocky Mountain High – John Denver
- Sweet Dream Woman – Waylon Jennings
- There’s a Party Going On – Jody Miller
- A Thing Called Love – Johnny Cash
- This Little Girl of Mine – Faron Young
- To Get to You – Jerry Wallace
- Tonight My Baby's Comin' Home – Barbara Mandrell
- Touch Your Woman – Dolly Parton
- We Can Make It – Johnny Cash
- When You Say Love – Bob Luman
- Whiskey River – Johnny Bush
- White Silver Sands – Sonny James

## Alben (Auswahl)
- The Eagles – The Eagles (Asylum)
- Garden Party – Rick Nelson (MCA)
- The Happiest Girl in the Whole USA – Donna Fargo (Dot)
- The Right Combination – Burning the Midnight Oil – Porter Wagoner and Dolly Parton (RCA)
- Will the Circle Be Unbroken? – Nitty Gritty Dirt Band (United Artists)

## Geboren
- 28. Februar – Boss Burns
- 5. April – Pat Green
- 16. August – Emily Robison (Dixie Chicks)
- 28. Oktober – Brad Paisley

## Gestorben
- 23. Januar – T. Texas Tyler, 55
- 22. Juni – Elton Britt, 58, Country-Star der 1940er Jahre

## Neue Mitglieder der Hall of Fames

### Country Music Hall of Fame
- Jimmie Davis

### Nashville Songwriters Hall of Fame
- Felice und Boudleaux Bryant
- Lefty Frizzell
- Jack Rhodes
- Don Robertson
- Mel Tillis[1]

## Die wichtigsten Auszeichnungen

### Grammys
- Best Female Country Vocal Performance – Sammi Smith – Help Me Make It Through the Night
- Best Male Country Vocal Performance – Jerry Reed – When You're Hot, You're Hot
- Best Country Performance By A Duo Or Group – Loretta Lynn & Conway Twitty – After The Fire Is Gone
- Best Country Instrumental Performance – Snowbird – Chet Atkins
- Best Country Song – Sammi Smith – Help Me Make It Through The Night – (Autor: Kris Kristofferson)[2]

### Academy of Country Music Awards
- Entertainer Of The Year – Freddie Hart
- Song Of The Year – Easy Lovin‘ – Freddie Hart – Freddie Hart
- Single Of The Year – Easy Lovin‘ – Freddie Hart
- Album Of The Year – Easy Lovin‘ – Freddie Hart
- Top Male Vocalist – Freddie Hart
- Top Female Vocalist – Loretta Lynn
- Top Vocal Duo – Conway Twitty und Loretta Lynn
- Top New Male Vocalist – Tony Booth
- Top New Female Vocalist – Barbara Mandrell

### Country Music Association Awards
- Entertainer of the Year – Loretta Lynn
- Male Vocalist of the Year – Charley Pride
- Female Vocalist of the Year – Loretta Lynn
- Instrumental Group of the Year – Danny Davis & the Nashville Brass
- Vocal Group of the Year – Statler Brothers
- Vocal Duo of the Year – Conway Twitty and Loretta Lynn
- Single of the Year – The Happiest Girl in the Whole U.S.A., Donna Fargo
- Song of the Year – Easy Lovin‘, Freddie Hart
- Album of the Year – Let Me Tell You About a Song, Merle Haggard
- Instrumentalist of the Year – Charlie McCoy